# تيد تودور
تيد تودور (بالإنجليزية: Ted Tudor)‏ هو لاعب كرة قدم بريطاني، ولد في 15 مارس 1935 في Neston ‏ في المملكة المتحدة. لعب مع بولتون واندررز ونادي غيلينغهام.